# Мирне (Потіївська сільська громада)
Ми́рне — село в Україні, у Потіївській сільській територіальній громаді Житомирського району Житомирської області. Населення становить 28 осіб (2001).

## Історія
На околиці села досліджено кілька давньоруських курганів.